# 31e régiment d'infanterie (France)
Pour les articles homonymes, voir 31e régiment d'infanterie.
Le 31e régiment d'infanterie (31e RI) est un régiment d'infanterie de l'Armée de terre française.
Créé sous la Révolution à partir du régiment d'Aunis, un régiment français d'Ancien Régime, il combat lors des guerres de Coalitions jusqu'en 1803. Recréé en 1820, il participe à quelques expéditions militaires sous la Restauration, la monarchie de Juillet et le Second Empire. Il combat ensuite lors de la Première et de la Seconde Guerre mondiale, lors de laquelle il est dissous, en 1940.

## Création et différentes dénominations
- 10 décembre 1762 : renommé régiment d'Aunis
- 25 mars 1776 : le régiment d'Aunis est dédoublé. Les 1er et 3e bataillons conservent le titre, les drapeaux et le costume du régiment d'Aunis. Les 2e et 4e bataillons forment le régiment de Bassigny.
- 1er janvier 1791 : tous les régiments prennent un nom composé du nom de leur arme avec un numéro d’ordre donné selon leur ancienneté. Le régiment d'Aunis devient le 31e régiment d'infanterie de ligne ci-devant Aunis.
- 10 juin 1794 : amalgamé, il prend le nom de 32e demi-brigade de première formation
- 17 février 1796 : création de la 32e demi-brigade de deuxième formation
- 1803 : le 31e régiment d'infanterie de ligne n'a pas été formé, le numéro 31 devient vacant.
- 11 août 1815 : création de la légion de l'Orne
- 1820 : la 31e légion de l'Orne est amalgamée et renommée 31e régiment d'infanterie de ligne
- 1887 : renommé 31e régiment d'infanterie
- 1914 : à la mobilisation, il donne naissance au 231e régiment d'infanterie
- 1940 : dissolution

## Chefs de corps

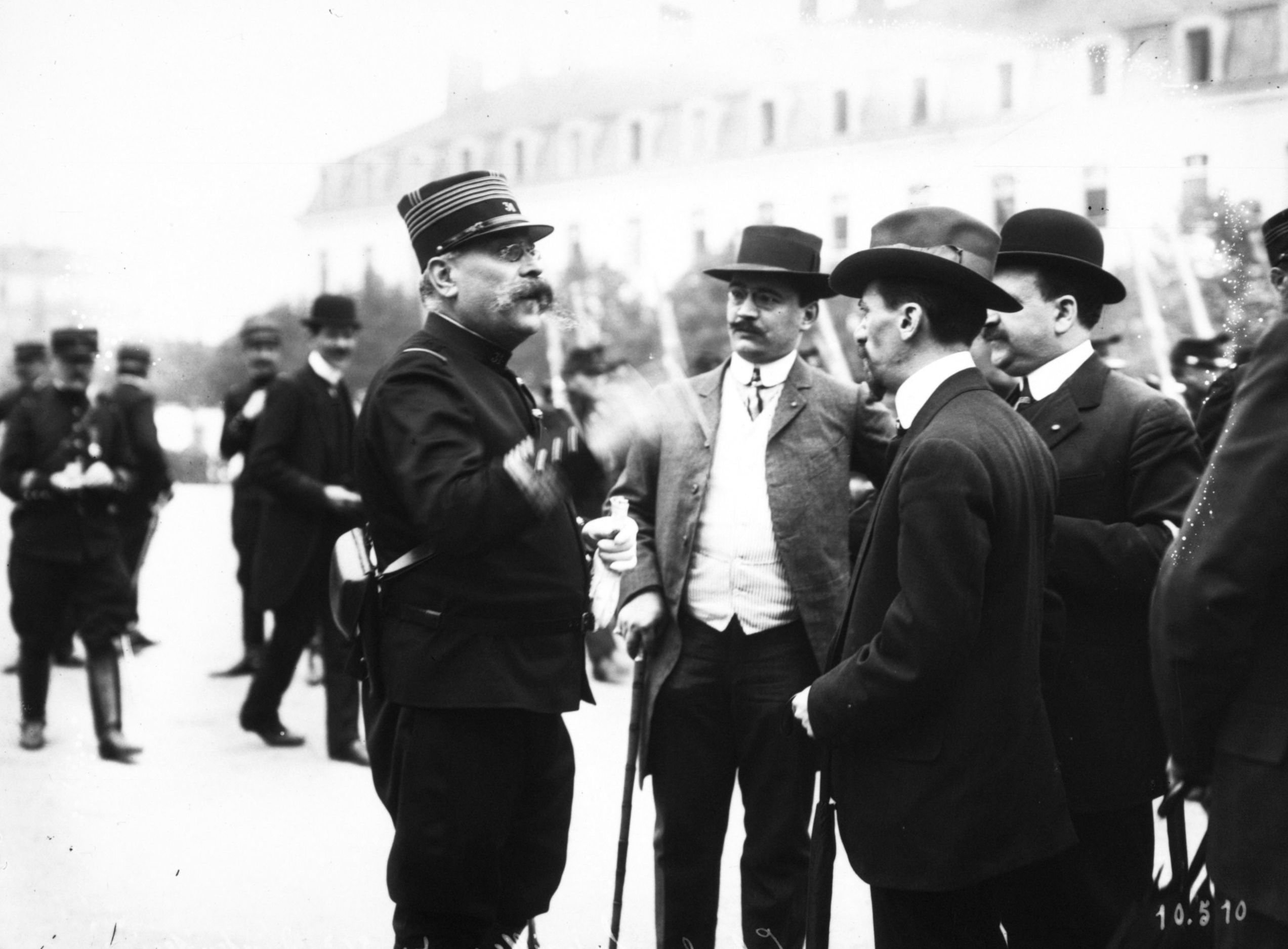
Le colonel Lajaille du d'infanterie en 1910.

- 10 mars 1788 : Hilarion Paul François Bienvenu de Puget, comte de Barbatanne
- 21 octobre 1791 : Charles Joseph de Losse de Bayac
- 11 février 1793 : colonel Jean Théodore Colle
- 1795 : chef de brigade Georges Kister (*)
- 1799 : colonel Marie Joseph Simon Alexis Vonderweidt (*) ;
- 1803 : colonel Pierre Gabriel Aussenac
- 1815 :...
- 1816 : Jean-Marie Angélique Sioc'han de Kersabiec
- 1870 : colonel Sautereau
- 1870 : lieutenant-colonel Henri de Ministry de Laville
- 1851-1857 : colonel Ernest de Maud'huy
- 1886 : colonel Ganot
- 1900-1902 : colonel Charpentier du Moriez.
- 1902-1906 : colonel Henry Louis Lefebvre
- 1914-1915 : colonel Coudein
- 1915-1918 : lieutenant-colonel Cuny
- 1918 : colonel Mondange
- 1939 : lieutenant-colonel Devevey.

## Historique des garnisons, combats et batailles du31eRI

### 31erégimentd'infanterie de ligne ci-devant Aunis (1791-1794)

#### Guerres de la Révolution et de l'Empire

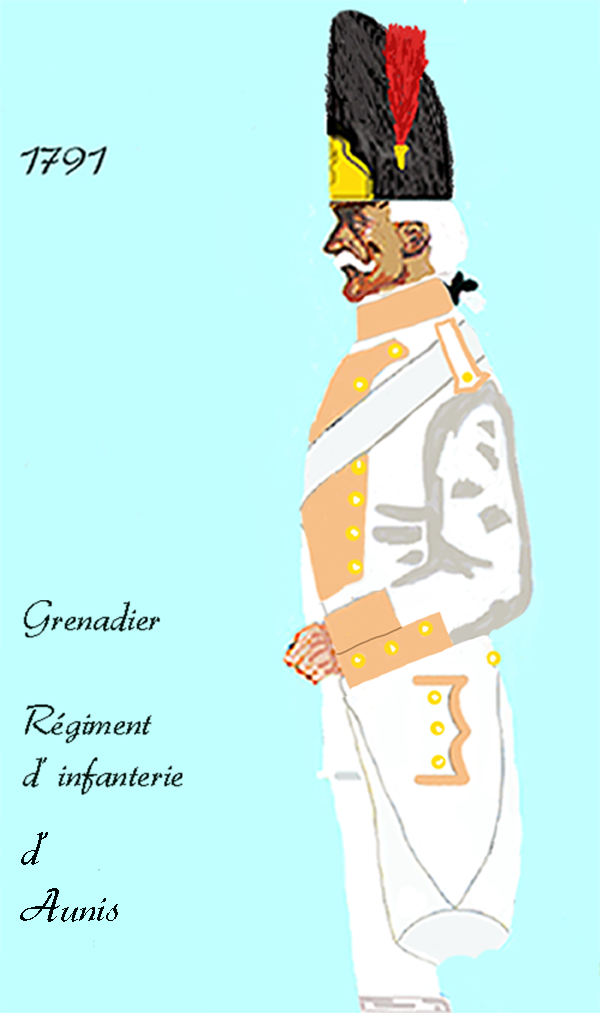
Grenadier du 31e régiment d'infanterie de ligne de 1791 à 1792
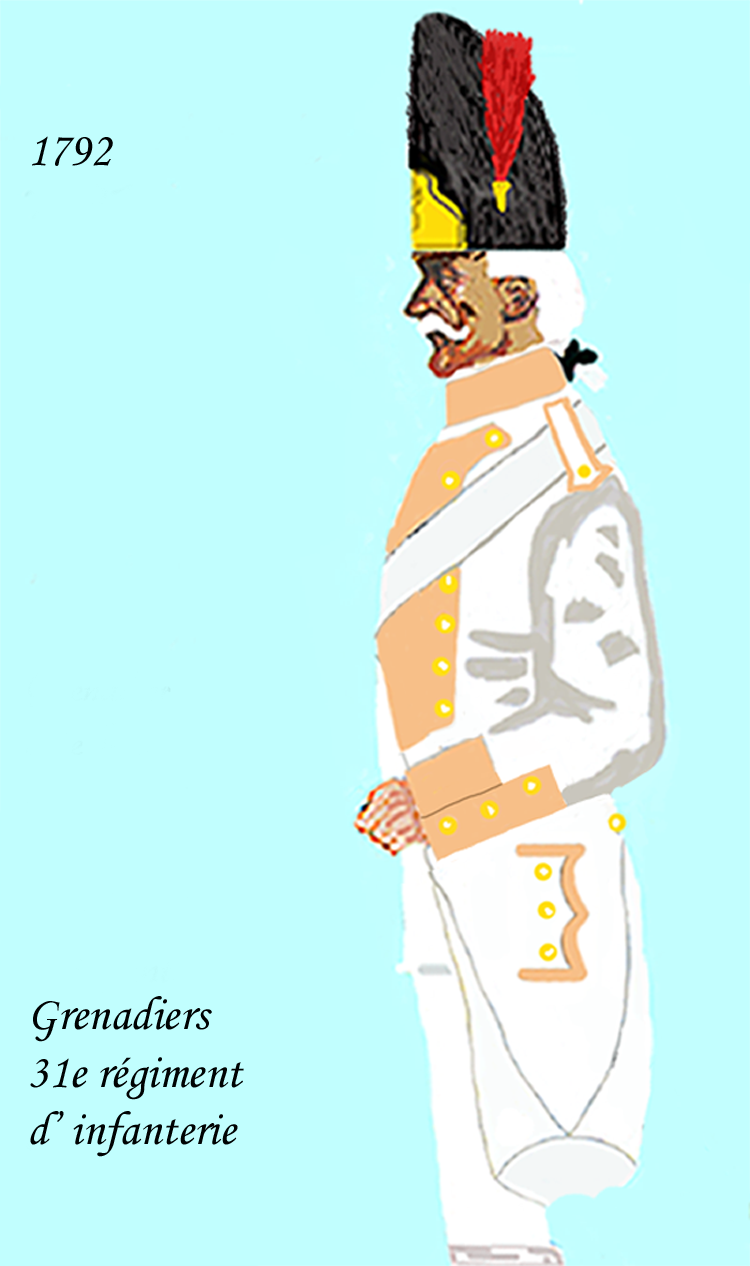
Grenadier du 31e régiment d'infanterie de ligne après 1792
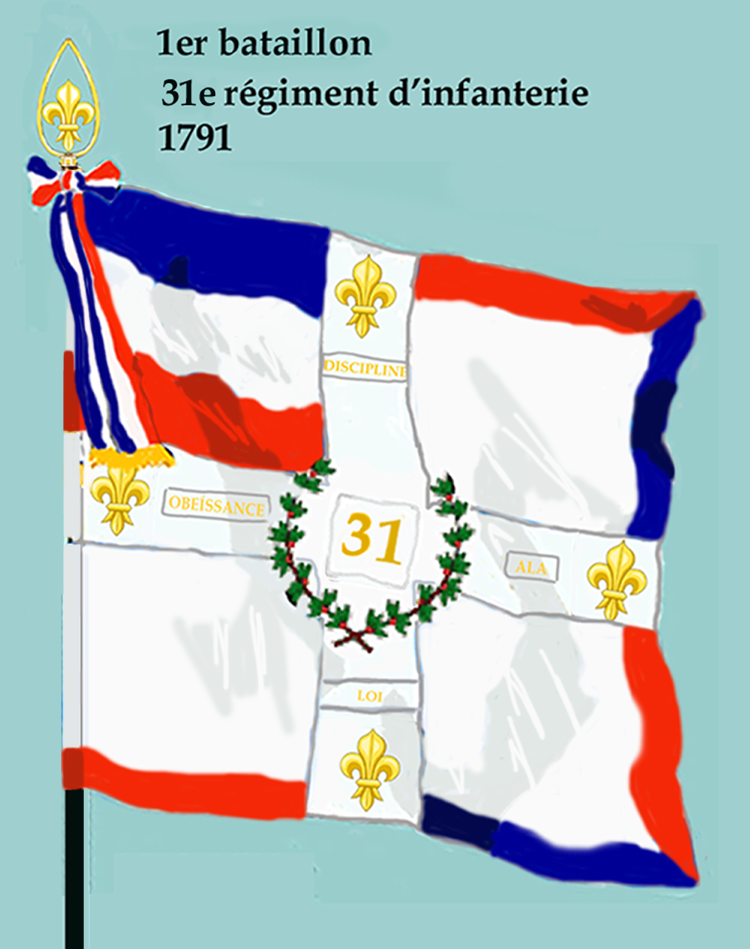
Drapeau du 1er bataillon de 1791 à 1793
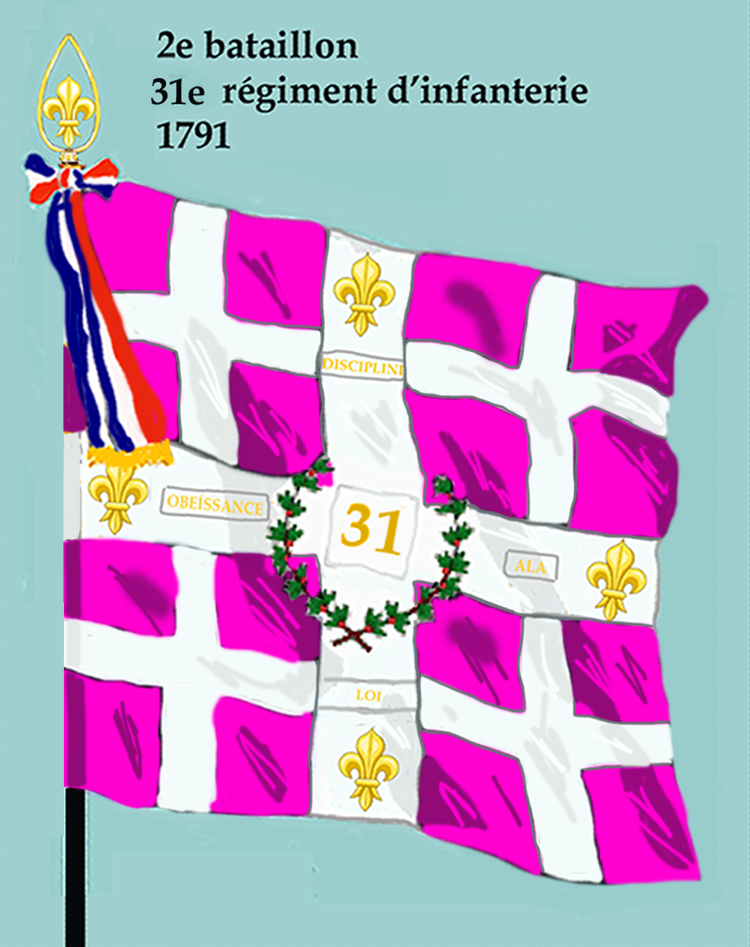
Drapeau du 2e bataillon de 1791 à 1793

En 1791, le régiment de la Martinique, qui s'était révolté en 1790, était toujours retranché au fort Bourbon.
Afin de débloquer la situation, le régiment de la Guadeloupe, appelé pour combattre cette insurrection, se révolta également et alla rejoindre les insurgés.
Les 2e bataillons des 31e, 34e et 58e régiment d'infanterie furent embarqués à Brest ainsi que le 2e bataillon du 25e embarqué à Nantes et débarquèrent en Martinique pour être employé contre les rebelles. Les 2e bataillons des 25e et 34e refusèrent d'agir contre les rebelles. Ils furent renvoyés en France et débarquèrent en juin à Rochefort et à Brest. Le 2e bataillon du 58e refusa quant à lui de débarquer et revint en juin à Brest.
Le 1er bataillon se rendit de Caen à Cherbourg, au mois de novembre de la même année. À peine était-il sorti de la ville qu'une tentative de contre-révolution y éclata. Les habitants le redemandèrent, mais le 31e régiment ci-devant Aunis continua sa route et occupa Cherbourg jusqu'aux premiers soulèvements de la Vendée en 1793.
Pendant que le 2e bataillon se distinguait cette année à la défense des Antilles contre les Anglais et se couvrait de gloire à Sainte-Lucie, le 1er bataillon se trouvait au premier rang de la guerre de Vendée qui ensanglanta les départements de l'Ouest. Le 31e régiment ci-devant Aunis faisait, en effet, partie de l'armée des côtes de Cherbourg, qui se réunit aux armées de Brest et de l'Ouest, lorsque les Vendéens eurent passé la Loire.
Il se trouva aux affaires de Granville et de Dol, et combattit de la manière la plus énergique, les 12 et 13 décembre, aux affaires du Mans.
La fougue désordonnée de Westermann et l'ivrognerie de Muller avaient compromis l'armée républicaine, et tout était perdu sans la bravoure des régiments d'Armagnac et d'Aunis. Ces soldats, après la déroute des gardes nationales, s'élancèrent au-devant des Vendéens vainqueurs, et les forcèrent à reculer à leur tour. Dix jours après, les malheureux débris de l'armée royaliste furent anéantis à Savenay, et là encore, ils trouvèrent devant eux les baïonnettes du 31e régiment.
Le 5 janvier 1794, 146 grenadiers du régiment étaient à la prise de l'île de Noirmoutiers et contribuaient à l'extermination de la bande de d'Elbée.
Le 10 juin 1794, lors de la réorganisation des corps d'infanterie français le 1er bataillon du 31e régiment d'infanterie (ci-devant Aunis) est amalgamé avec le 1er bataillon de volontaires du Morbihan et le 8e bataillon de volontaires de la Manche pour former la 61e demi-brigade de première formation.
Le 2e bataillon qui devait former le noyau de la 62e demi-brigade de première formation étant aux colonies, elle n'a existé que sur le papier. À leur retour des Antilles, les débris du 2e bataillon furent versés directement, lors de la réorganisation de 1796, dans la formation de la 76e demi-brigade de deuxième formation.

### 31edemi-brigadede première formation (1793-1796)

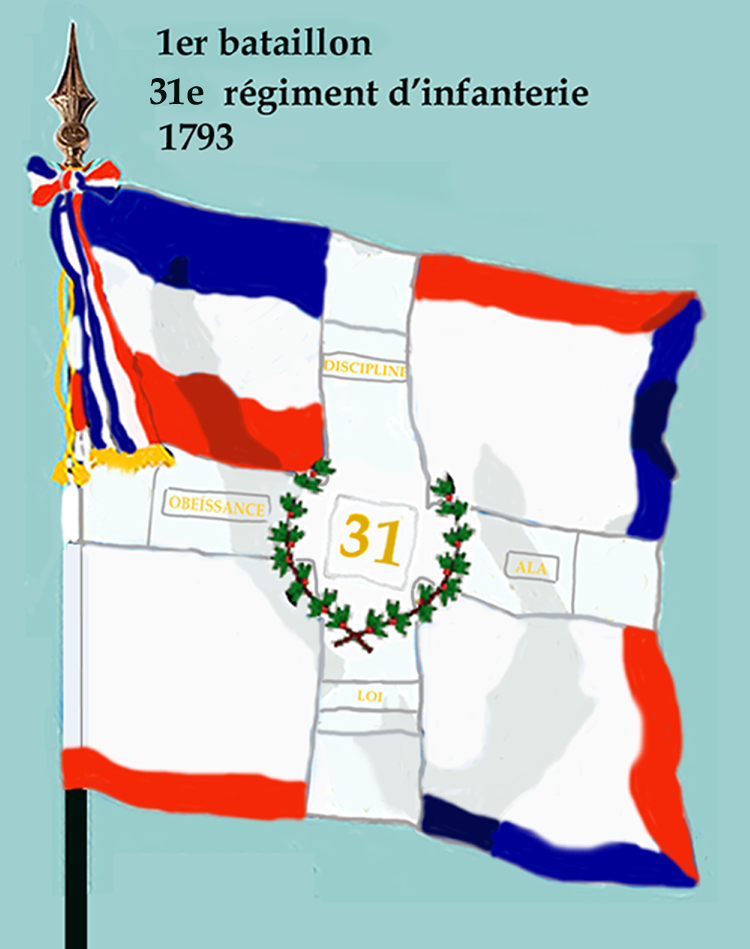
Drapeau du 1er bataillon de 1793 à 1795
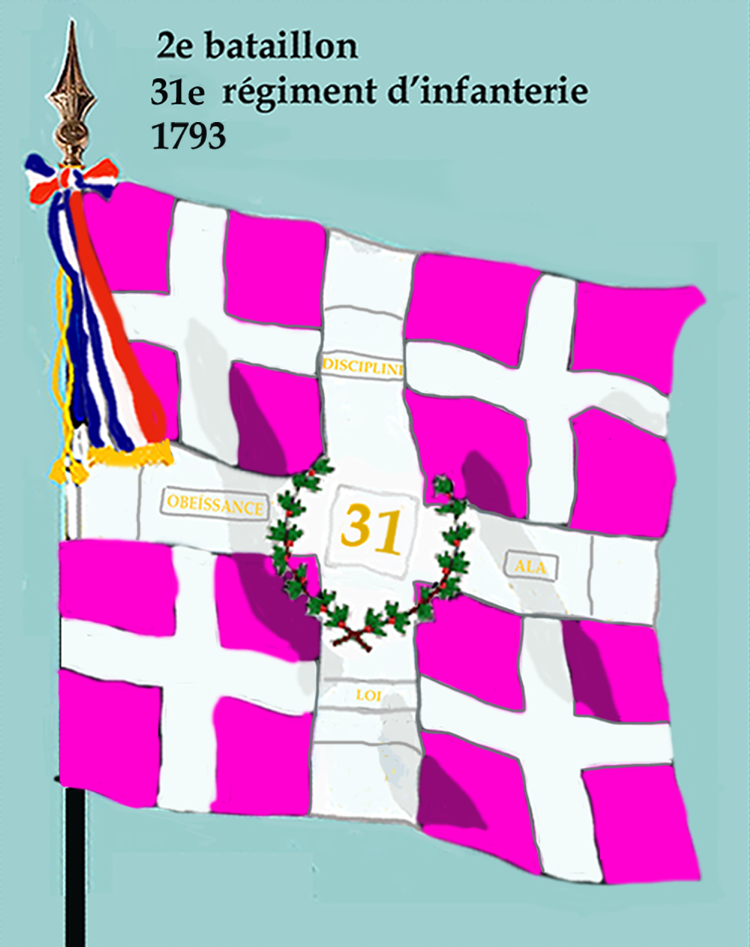
Drapeau du 2e bataillon de 1793 à 1795

#### Guerres de la Révolution et de l'Empire
Le 10 juin 1794, lors du premier amalgame la 31e demi-brigade de première formation est formée avec les :
- 1er bataillon du 16e régiment d'infanterie (ci-devant Agénois)
- 1er bataillon de volontaires d'Ille-et-Vilaine
- 2e bataillon de volontaires d'Ille-et-Vilaine

La 31e demi-brigade, fait les campagnes de l'an III (1795) et de l'an IV (1796) à l'armée du Nord et participe à la conquête de la Hollande.
En 1796, rattachée à l'armée de Rhin-et-Moselle, la demi-brigade est présente à la bataille de Biberach et au passage du Rhin par l'armée du général Moreau battant glorieusement en retraite face à la masse de l'infanterie et de l'artillerie autrichienne.
Lors du second amalgame, elle est incorporée dans la 42e demi-brigade de deuxième formation.

### 31edemi-brigadede deuxième formation (1796-1803)

#### Guerres de la Révolution et de l'Empire
La 31e demi-brigade de deuxième formation est formée le 28 pluviôse an IV (17 février 1796) par l'amalgame des :
- 1re demi-brigade de première formation (1er bataillon du 1er régiment d'infanterie (ci-devant Colonel-Général), 13e bataillon de volontaires de Paris également appelé Bataillon de la Butte-des-Moulins et 3e bataillon de volontaires du Loiret)
- 2e bataillon de la 4e demi-brigade de première formation (2e bataillon du 2e régiment d'infanterie (ci-devant Picardie), 3e bataillon de volontaires de la République et 4e bataillon de volontaires de la Haute-Saône)
- 109e demi-brigade de première formation (1er bataillon du 55e régiment d'infanterie (ci-devant Condé), 4e bataillon de volontaires de Maine-et-Loire, 5e bataillon bis de volontaires de Rhône-et-Loire, 7e bataillon de volontaires de l'Oise et d'une partie du bataillon des Vosges-et-Meurthe [2])

La 31e demi-brigade fait la campagne de l'an IV (1796) et de l'an V (1797) à l'armée du Rhin et à l'armée de Rhin-et-Moselle, celle de l'an VI (1798) aux armées d'Allemagne, d'Helvétie et d'Italie, celle de l'an VII (1799), de l'an VIII (1800) et de l'an IX (1801) à l'armée d'Italie.

Le 12 juin 1796 cette demi-brigade est l'une des premières à franchir le Rhin puis à s'emparer des retranchements de Kehl. Elle se fait remarquer le 10 juillet 1796 à la bataille de Deerlacht puis au passage du Lech et à l'attaque de Freising le 24 août suivant ainsi qu'au second passage du Rhin le 20 avril 1797.

Le 3e bataillon de ce corps a participé à l'expédition de Saint-Domingue. Ce bataillon entra dans la composition de la nouvelle 7e demi-brigade en application de l'arrêté du 12 floréal an XI (2 mai 1803).
Le 1er vendémiaire an XII (24 septembre 1803), lors de la réorganisation des corps d'infanterie, le 1er bataillon de la 31e demi-brigade de deuxième formation incorpore le 7e régiment d'infanterie de ligne et le 2e bataillon incorpore le 105e régiment d'infanterie de ligne.

La 31e demi-brigade n'étant pas constituée, son numéro reste vacant jusqu'en 1820.
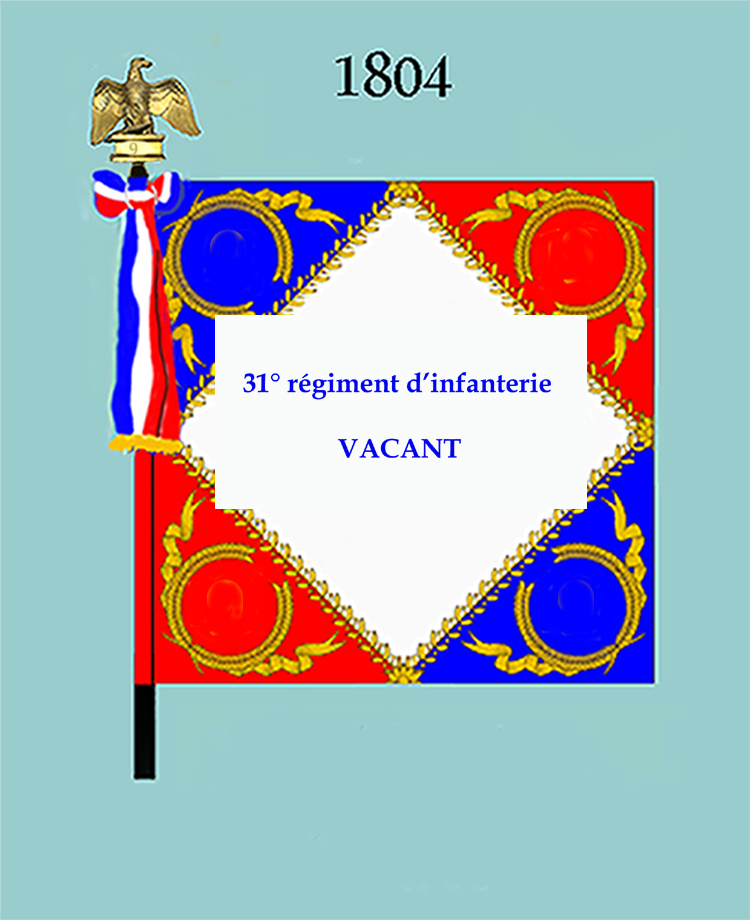
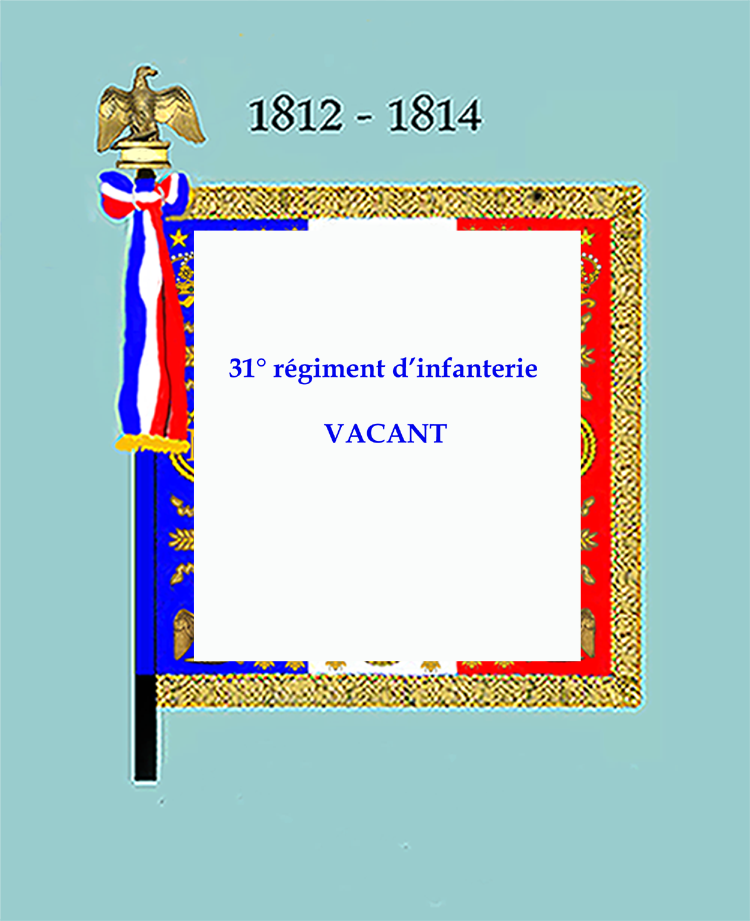
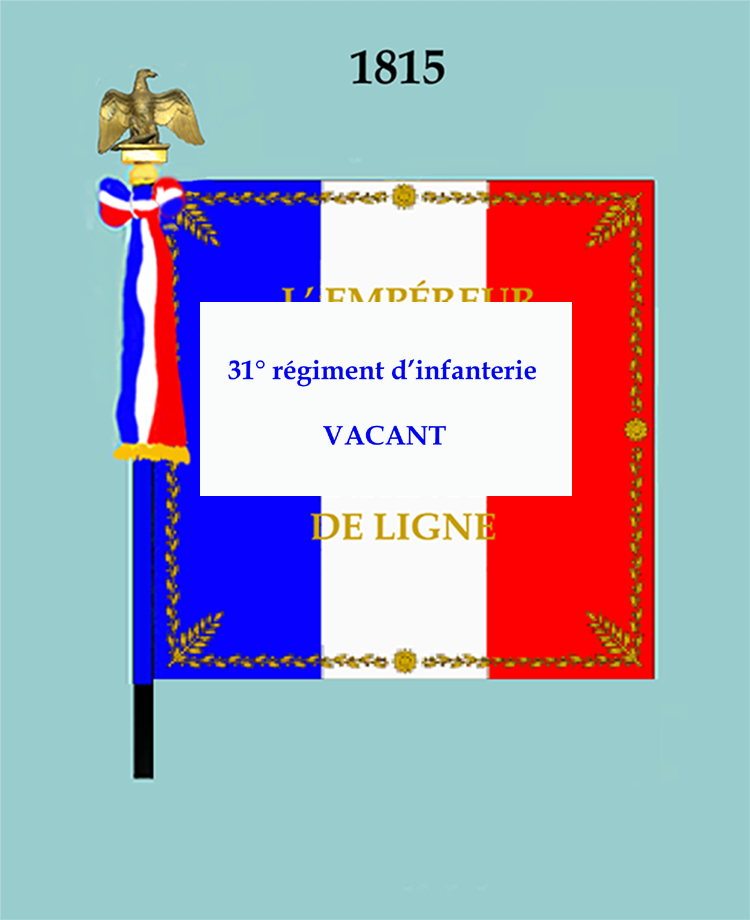

### Légion de l'Orne (1815-1820)
Par ordonnance du 11 août 1815, Louis XVIII crée les légions départementales. La 60e Légion de l'Orne, qui deviendra le 31e régiment d'infanterie de ligne en 1820, est créée.

### 31erégiment d'infanterie de ligne(1820-1882)
En 1820 une ordonnance royale de Louis XVIII réorganise les corps de l'armée française en transformant les légions départementales régiments d'infanterie de ligne. Ainsi, le 31e régiment d'infanterie de ligne est formé, à La Rochelle, avec les 3 bataillons de la légion de l'Orne.

#### 1820 à 1852

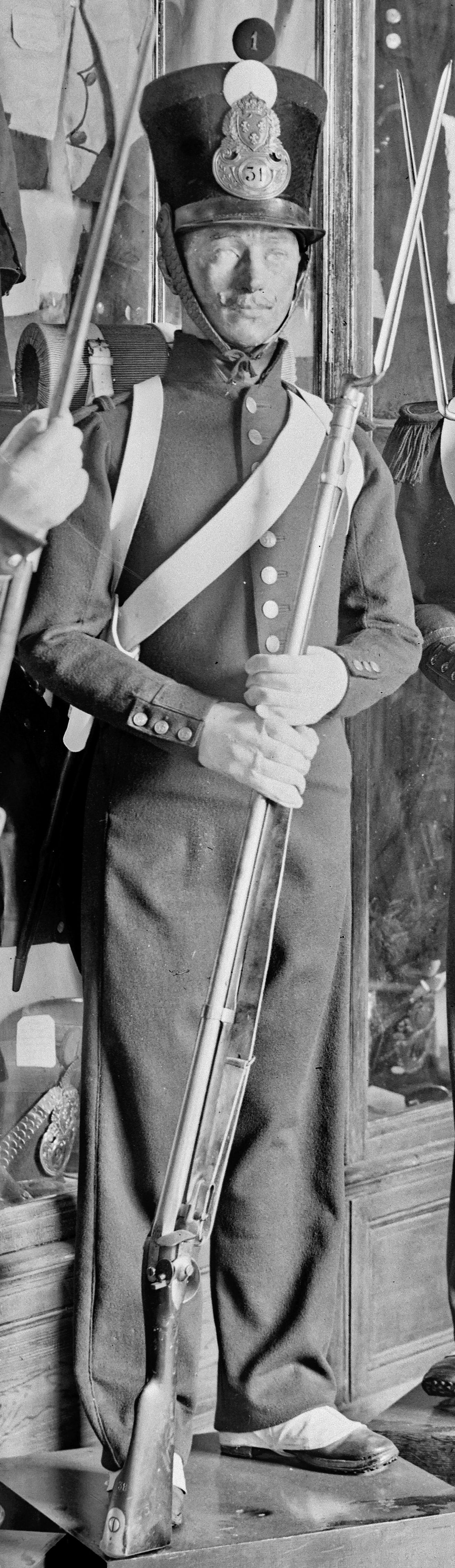
Uniforme de 1822 de fusilier du, exposé au musée de l'Armée.

Le 31e régiment d'infanterie de ligne fait la campagne de 1823 au 4e corps de l'armée d'Espagne avec lequel il se distingue, le 27 août 1823, lors de l'affaire d'Altafulla, sous Tarragone.
En 1830, une ordonnance du 18 septembre créé le 4e bataillon et porte le régiment, complet, à 3 000 hommes.
Rattaché à l'armée d'Afrique, participe aux campagnes de 1840 à 1847 de la conquête de l'Algérie par la France. Le régiment se distingue particulièrement en 1841 durant l'expédition contre la tribu des Beni-Ouelbar, aux prises de Tebessa, de Milah et de Collo, dans l'expédition dans l'Aurès, puis le 7 juin 1842, lors des combats et expéditions contre les Banenchas, Bou-Chaleb, Ouled-Djleddad et les Kabyles, le 18 mai 1843, et à l'expédition de Kabylie en 1845.
En 1848 et 1849, il est affecté à l'armée des Alpes.

#### Second Empire
En 1855 à 1856 il participe à la guerre de Crimée.
Par décret du 2 mai 1859 le 31e régiment d'infanterie fourni 1 compagnie pour former le 102e régiment d'infanterie de ligne.
Durant la guerre de 1870, il est à l'armée de Châlons combat devant Balan, Mouzon, Donzy et Sedan ou il est fait prisonnier.
D'août 1870 à février 1871, le dépôt du 31e de ligne, à Bordeaux, forme onze compagnies de renfort, qui rejoignent des régiments de marche.

#### 1871 à 1914
Le 6 janvier 1871, la compagnie de marche du 31e de ligne qui composait le 36e régiment de marche est engagé dans l'affaire du Gué-du-Loir.
Le 1er avril 1871, le 31e régiment de marche fusionne dans le 31e de ligne.

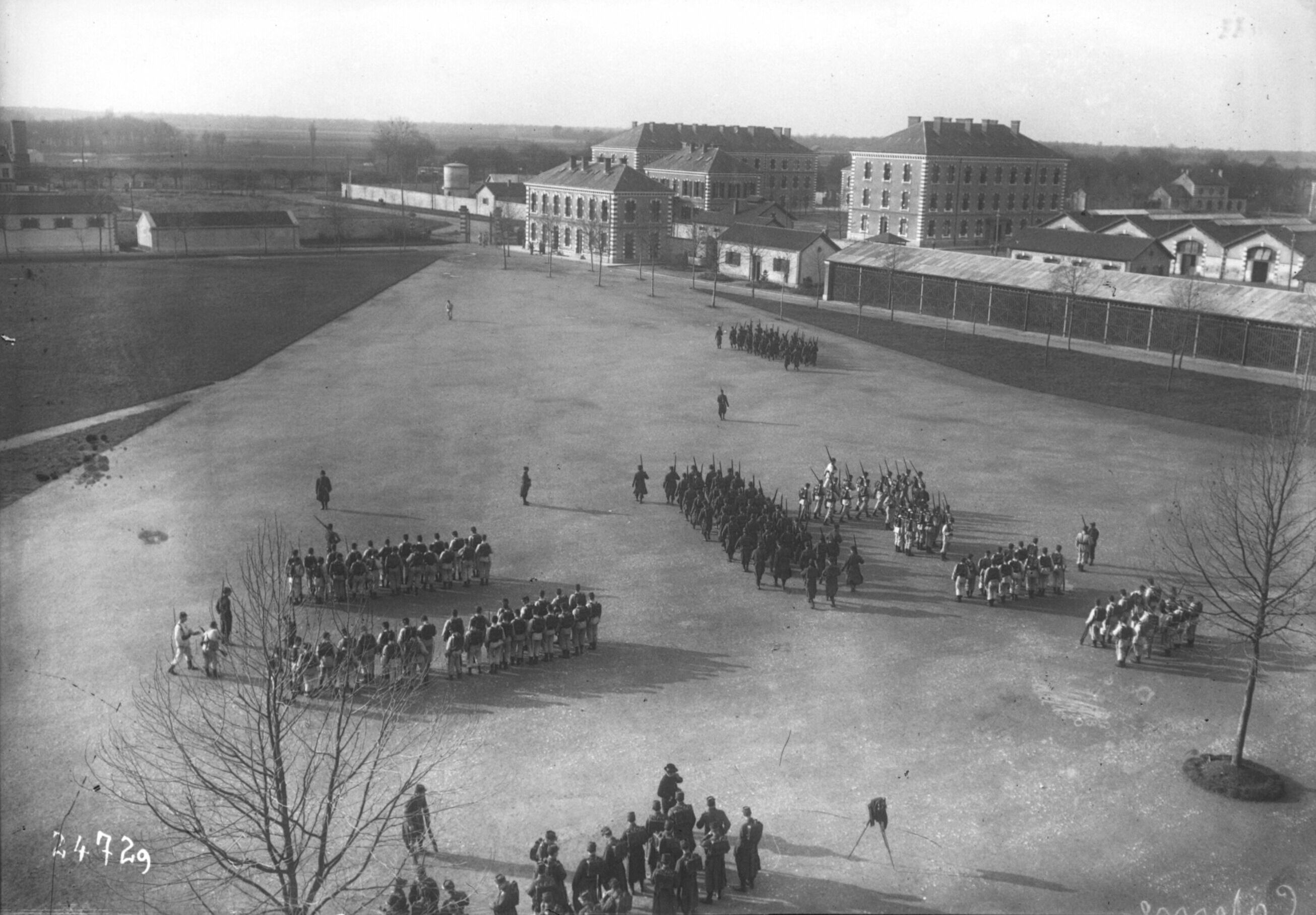
Exercices militaires menés par le dans la cour de la caserne de Melun en 1912.

En 1914, son casernement est à Melun (1er bataillon) et à Paris et fort de Romainville, (2e et 3e bataillons). Le régiment est rattaché à la 20e brigade de la 10e division d'infanterie du 5e corps d'armée.

### 31erégimentd'infanterie

#### Première Guerre mondiale
Formé à 3 bataillons, 11 compagnies et 3 sections de mitrailleuses[réf. nécessaire], le régiment fait partie de la 10e division d'infanterie d'août 1914 à novembre 1918.

##### 1914
Le 7 août le 1er bataillon quitte Melun et les 2e et 3e bataillons Paris, par voie ferrée, et rejoint Troyon le 10 août.
Le 14 août le régiment se met en mouvement avec le corps d'armées dans la direction du nord-est.
Bataille des Frontières
Le 21 août, le 31e, qui a quitté Maucourt-sur-Orne à 5 heures du matin, apprend, à Billy-sous-Mangiennes, qu'au lieu de s'arrêter à Longuyon, il doit pousser jusqu'à Cons-la-Grandville, à 23 kilomètres de là. Malgré la chaleur accablante et la fatigue des étapes précédentes, le 31e atteint Cons-la-Grandville à 7 heures du soir après une étape de 45 kilomètres. 
Le 1er bataillon doit aller cantonner à 4 kilomètres de là, à Cutry, où la présence de l'ennemi est signalée. Ce sont des cavaliers allemands qui se replient à l'arrivée du bataillon.
Le 22 août, c'est le « combat de Cutry-Rehon ».
 Au petit jour, les 2e et 3e compagnies sont détachées à Rehon, à 3 kilomètres environ au nord. Peu après, les Allemands, appuyés par le tir de leur artillerie, qui ouvre le feu sur Cutry et Rehon, attaquent ces deux villages. Le bataillon résiste avec énergie et, par un tir bien ajusté, inflige à l'ennemi des pertes sanglantes; mais les Allemands, recevant sans cesse de nouveaux renforts, continuent leur progression en cherchant à couper la retraite aux défenseurs des deux villages, auxquels le 2e bataillon tente en vain d'aller porter secours; un violent tir d'artillerie l'en empêche. Sous la menace d'encerclement, la retraite s'exécute par les rives de la Chiers.
Grande Retraite
Le 23 août, le régiment participe au repli du 5e corps d'armée dans la région de l'Othain, au sud de la Chiers.
Le 24 août, il se porte vers le nord de Longuyon; c'est le « combat de Noërs » .
Le 3e bataillon, soutenu par le 2e bataillon, se porte à l'assaut du piton de Noërs, malgré une violente fusillade et une avalanche d'obus. L'ennemi, surpris, abandonne la crête et une partie du village de Noërs et ouvre un violent feu d'artillerie sur le piton.Le 3e bataillon est vite décimé en s'acharnant à défendre cette position durement enlevée. Faute de renfort, il doit cependant refluer. Le soir, le régiment se trouve rassemblé au sud de Merles-sur-Loison.
Le 25 août, il tient jusqu'à la nuit les hauteurs au sud de Merles pour protéger la retraite de la division en direction de Sivry-sur-Meuse.
Les 26 et 27 août, il prend part à la retraite de la division sur Apremont située à la lisière est de la forêt d'Argonne.
Le 28 août, la 3e armée française reprend l'offensive vers le nord. Le régiment, en réserve, est engagé dans la soirée du 30 août au sud de Vaux-en-Dieulet; c'est le « combat de Fossé ». Le mouvement s'exécute au milieu d'un feu violent de mousqueterie, de mitrailleuses et d'artillerie. Le régiment couche sur ses positions. Le 31 août au matin, le combat reprend. Malgré une violente canonnade, les positions sont maintenues jusqu'à la nuit. Dans la nuit, le régiment se replie sur Apremont.
Du 3 au 5 septembre, la retraite se continue vers le sud.
Bataille de la Marne
Le 6 septembre c'est le « combat de Laheycourt, Villers-aux-Vents, bois de Laimont ». 
En se rendant sur les crêtes au nord de Villers-aux-Vents (cote 190), le régiment se heurte à l'ennemi à Laheycourt; en combattant, il va occuper la position assignée qu'il défend avec acharnement toute la matinée malgré des pertes considérables. Mais le ravitaillement en cartouches des unités se fait difficilement et le repli s'exécute sur Laimont, où le régiment reçoit l'ordre d'organiser et de tenir coûte que coûte la lisière du bois à l'est de ce village, au nord de la route de Bar-le-Duc – Châlons.

Du 7 au 11 septembre, le régiment tient cette position sans défaillance. Malgré les pertes causées par les violentes rafales d'artillerie ennemie, malgré la faiblesse des effectifs, le régiment résiste vigoureusement à toutes les tentatives ennemies de forcer nos lignes.
Le 11 septembre, l'ennemi bat en retraite et la poursuite commence dans la direction du nord par Belval, Froidos, Avocourt.
Le 16 septembre c'est le « combat du bois de Chehemin ». Le régiment se met en marche sur Montfaucon. Le 3e bataillon, à l'avant-garde, débouche du bois Chehemin, sur le glacis que suit la route de Varenne–Montfaucon; il est littéralement décimé, disloqué par les mitrailleuses et l'artillerie ennemies. Le 2e bataillon, qui appuie son mouvement en avant, le recueille et organise avec lui la lisière du bois Chehemin, tandis que le 1er bataillon protège le flanc gauche.
Du 17 au 21 septembre, le régiment s'organise sur la position ; il est très affaibli par ses pertes, les bataillons ne comptent plus guère que 250 à 400 fusils et les attaques journalières faites sans appui d'artillerie les épuisent de plus en plus. Les obus font défaut.
Relevé le 21 septembre, le régiment est alerté le lendemain pour défendre le bois de Cheppy et reste en ligne jusqu'au 7 septembre, période pendant laquelle le front commence à se stabiliser.
- 21 octobre - 31 décembre : secteur de l'Argonne (Pierre Croisée, Haute Chevauchée).

##### 1915
- 1er - 20 janvier : secteur de l'Argonne (Croupe des Meurissons, Fille Morte.
- 12 février - 31 décembre : secteur de Vauquois, bataille de Vauquois (février - avril).
- 25 septembre-6 octobre : seconde bataille de Champagne

##### 1916
- 1er janvier - 2 août : secteur de Vauquois.
- 12 septembre - 12 novembre : Bataille de la Somme, (bois de Saint-Piere-Vaast).
- 11 - 31 décembre : secteur de l'Aisne.

##### 1917

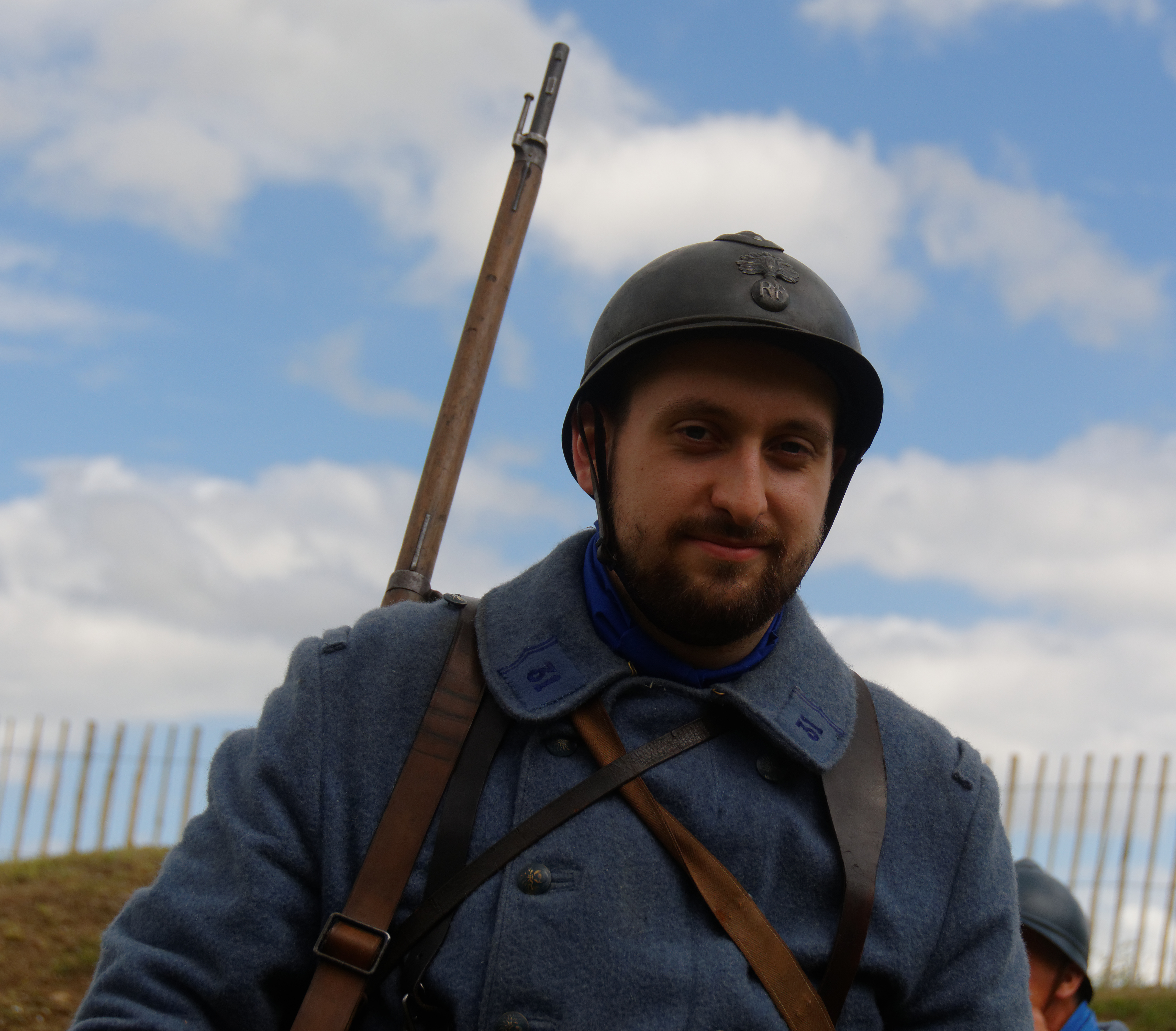
Reconstitution de l'uniforme du 31e RI en 1917-1918.

- 1er janvier - 31 décembre : secteur de l'Aisne (bois des Buttes, Ville-aux-Bois).

##### 1918
- mars : secteur de la Somme et de l'Oise. Condé-en-Brie, Livry-Gargan, Frétoy-le-Château, Catigny, Plessis-Cacheleux, Piémont-Lassigny.
- 7 avril - 1er juillet : secteur de l'Alsace (Manspach, Shönholz).
- 13 - 28 juillet : secteur de Champagne (Trépail, Mont Cornillet).
- 31 juillet - 11 novembre : entre Marne et Meuse (Damery, Vandeuil, la Vesle). Nizy-le-Comte. La Malmaison. Hunding Stellung.

#### Entre-deux-guerres
Après-guerre, il est en garnison à Paris, à la caserne des Tourelles.
- Le 31e RI dans l'entre-deux-guerres

Le dans l'entre-deux-guerres
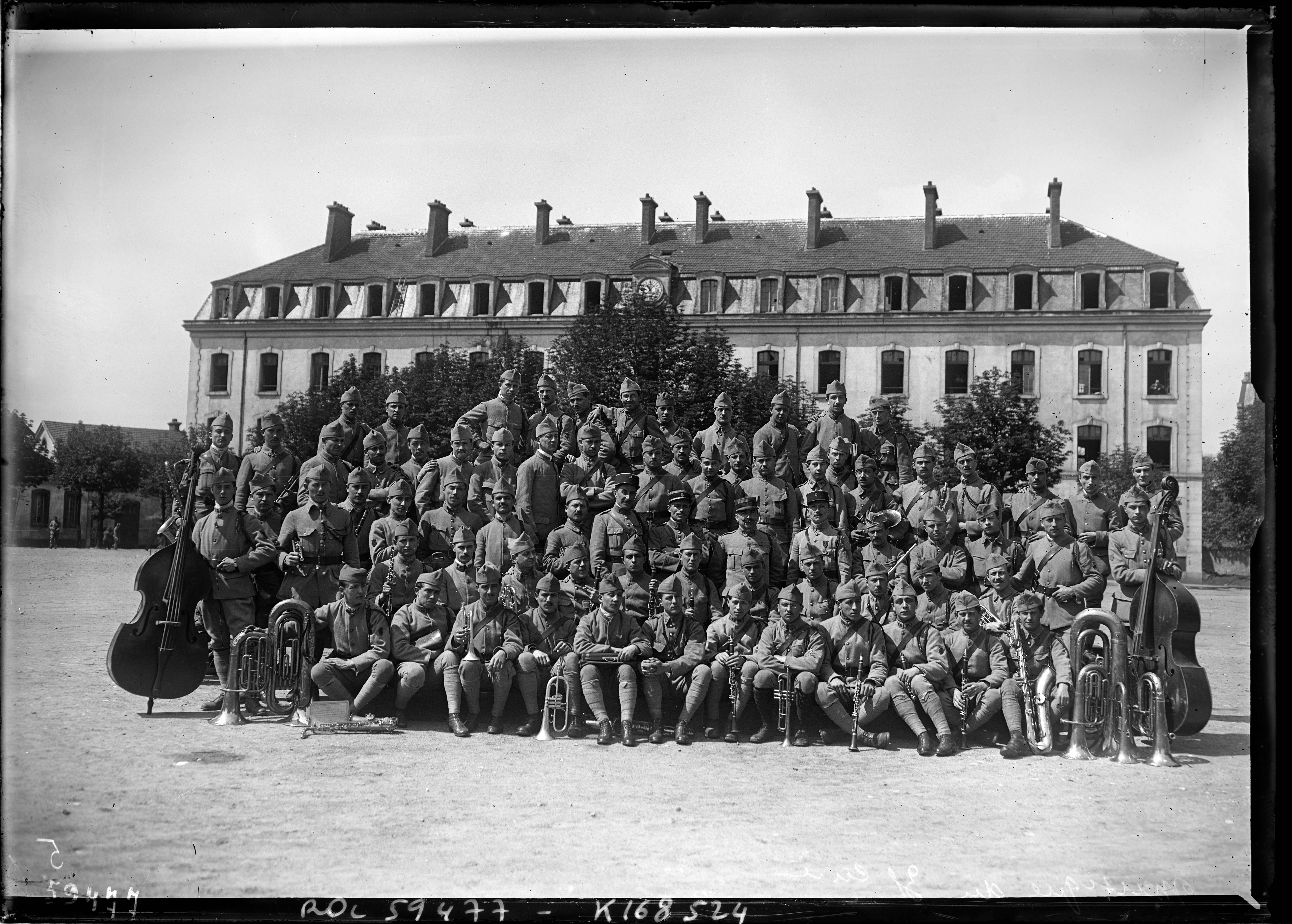
La musique du régiment en 1920 dans la cour de la caserne des Tourelles.
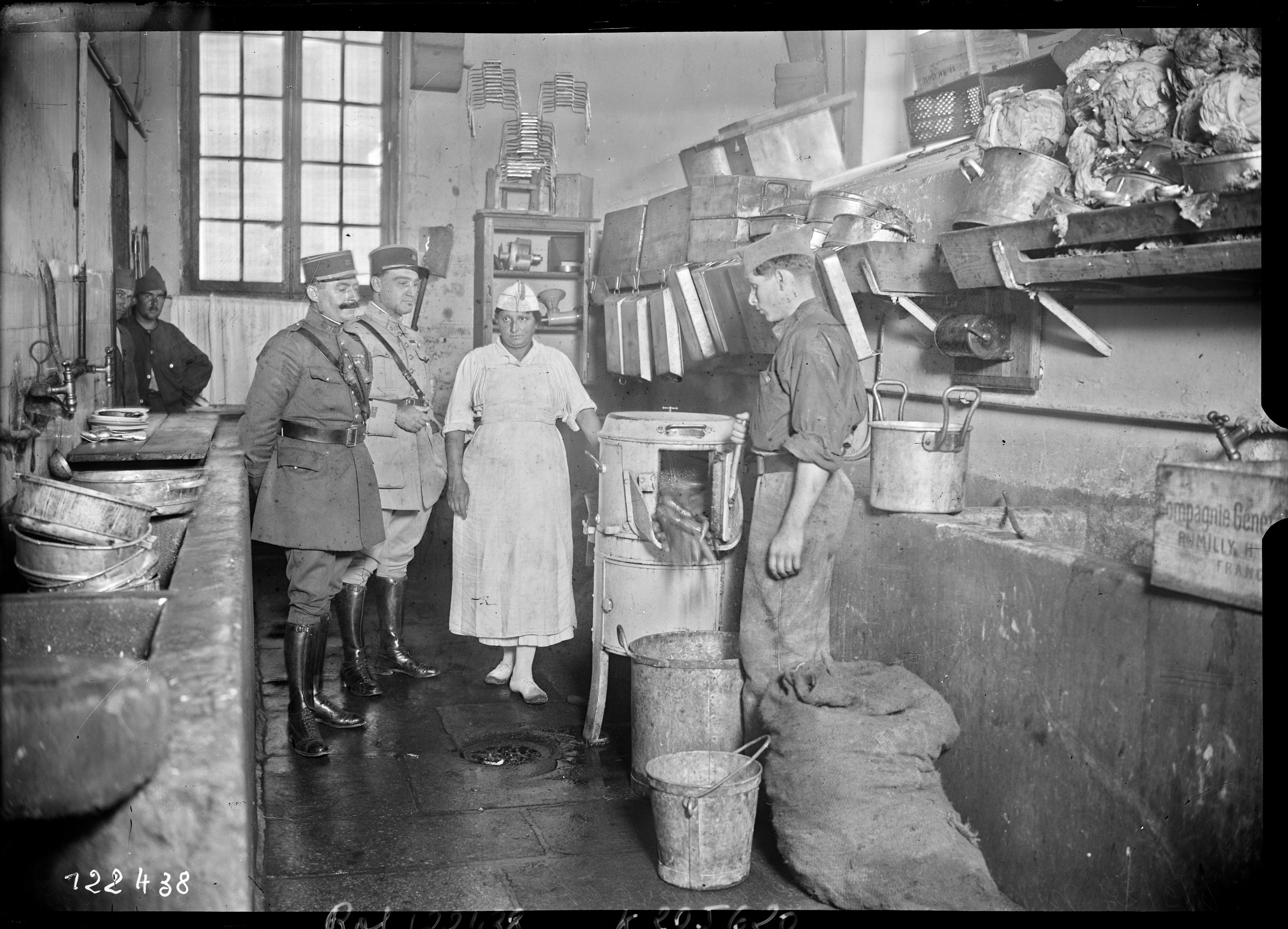
Madame Jacquet, cuisinière-chef du régiment, en 1927.
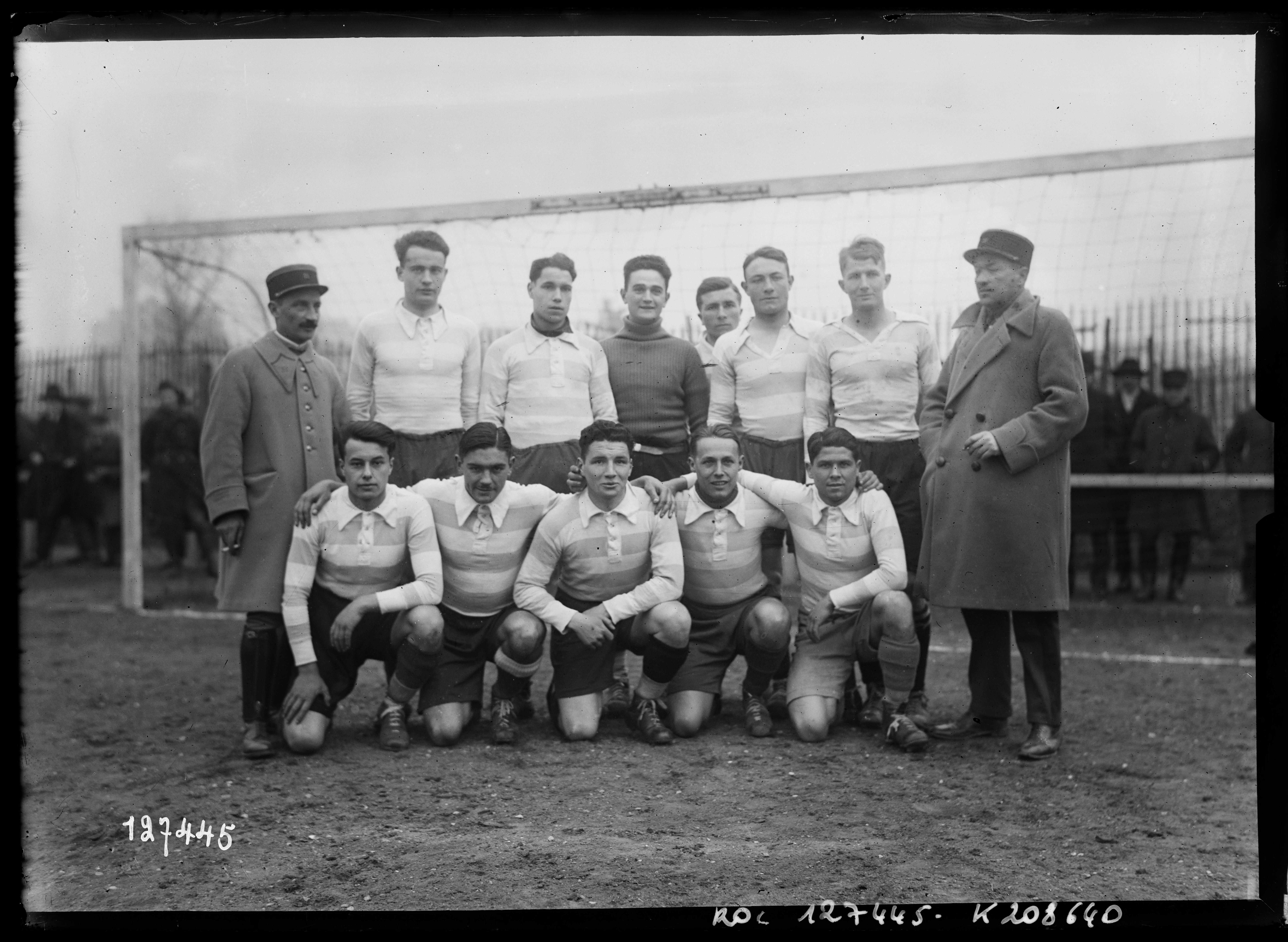
L'équipe de football du 31e régiment d'infanterie, championne de France militaire en mars 1928.
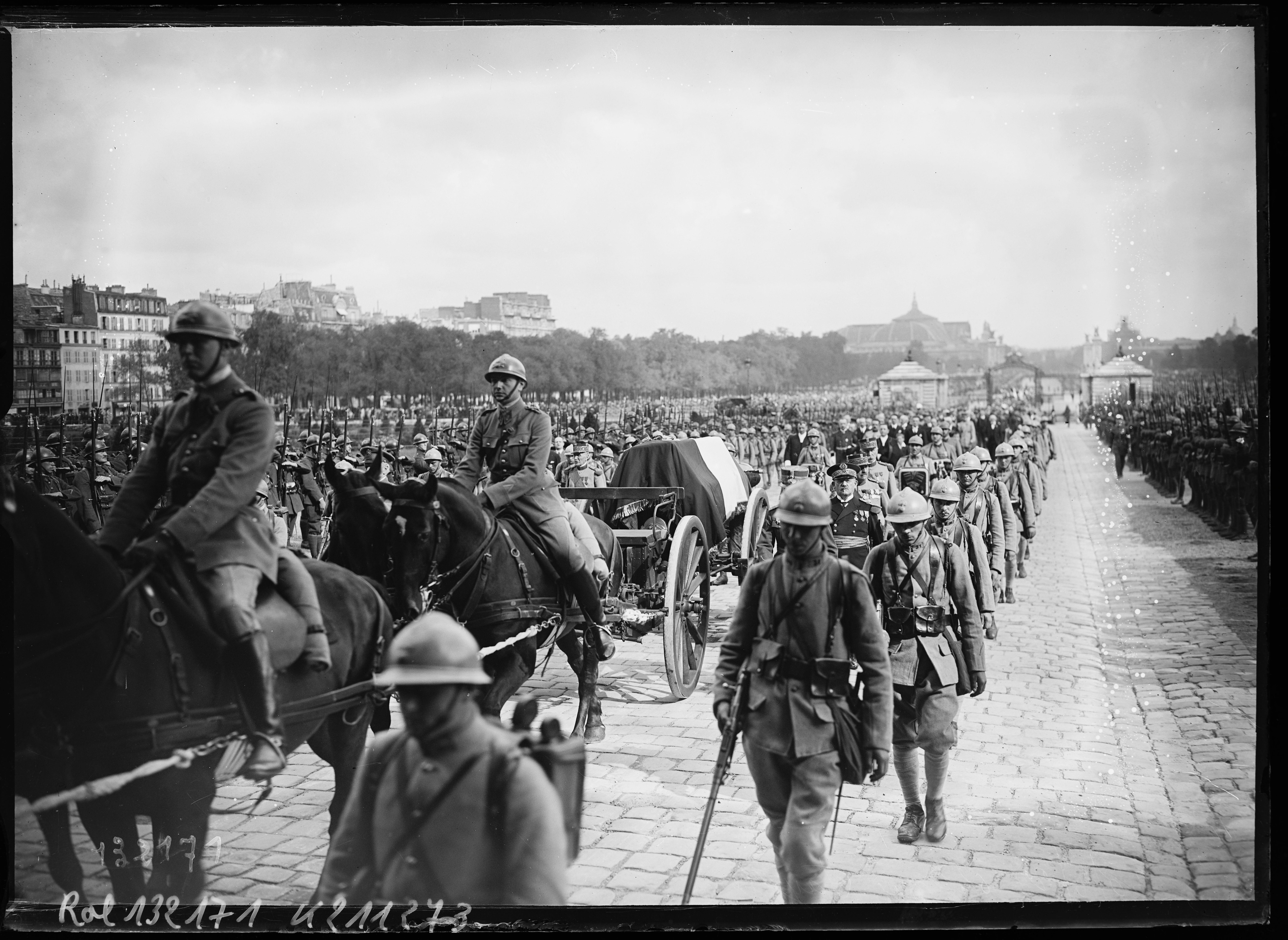
Les soldats du 31e régiment d'infanterie encadrant le cercueil du maréchal Fayolle lors de ses obsèques le 30 août 1928.

#### Seconde Guerre mondiale
Formé le 9 septembre 1939 sous les ordres du lieutenant-colonel Devevey, il appartient à la 45e division d’infanterie de la 7e armée

## Drapeau
Il porte, cousues en lettres d'or dans ses plis, les inscriptions suivantes :
- Valmy 1792
- Biberach 1796
- Saint-Domingue 1803
- Collo 1843
- Vauquois 1915
- L'Aisne 1917
- Champagne 1918

## Décorations
La cravate de son drapeau est décorée de la Croix de guerre 1914-1918  avec deux citations à l'ordre de l'Armée.
Il a le droit au port de la fourragère aux couleurs de la Croix de guerre 1914-1918.

## Personnalités ayant servi au sein du régiment
- Lieutenant Édouard de Castelnau.
- Les soldats Georges Graby et Henri Michel, tueurs de l'affaire du wagon sanglant
- Soldat Maurice Chevalier.
- Sous-lieutenant Gaston Gérardot de Sermoise (1894-1932)
- Soldat Jean Grelaud.
- Caporal Reynaldo Hahn.
- Sergent Jean Maspero.
- Lieutenant Émile Oudri.
- Paul Bourillon

## Sources et bibliographie
- Recueil d'Historiques de l'Infanterie Française, Général Andolenko, Eurimprim 1969
- Généalogie d'un régiment: le 31e régiment d'infanterie 1610-1940, André-Pierre Chavatte, 2016
- Victor Belhomme, Histoire de l'infanterie en France, t. 5, Henri Charles-Lavauzelle, 1902 (lire en ligne).
- Historique du 31e régiment d'infanterie durant la Première Guerre Mondiale
- Journaux de Marche et d'Opération 31e régiment d'infanterie durant la Première Guerre Mondiale